# Aldo Nannini
Aldo Nannini (Caracas, 13 maart 1951 - 4 november 1977) was een Venezolaans motorcoureur.

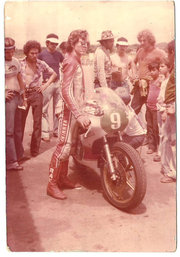
Aldo Nannini

Hij debuteerde in het seizoen 1977 in het wereldkampioenschap wegrace in de 250 cc klasse, toen de Grand Prix van Venezuela voor het eerst op de kalender stond. Hoewel niet rechtstreeks betrokken bij de organisatie, was sportcommissaris en Yamaha-importeur Andres Ippolito (Venemotos) een van de drijvende krachten. Hij voorzag Nannini van een Yamaha TZ 250 D om deel te nemen aan het wereldkampioenschap.
Hij werd in zijn thuisrace zevende. Omdat de Venezolaanse Grand Prix het seizoen opende en de reisafstand voor de meeste Europese privérijders te groot was, konden lokale coureurs er vrij makkelijk punten scoren en de meeste Venezolanen zag men in de rest van het seizoen niet meer terug, met uitzondering van de topcoureur Johnny Cecotto. Nannini reisde echter naar Europa om aan de andere GP's deel te nemen. Hij werd in de Grand Prix van Duitsland achtste en tijdens de rest van het seizoen eindigde hij in het middenveld, tot de laatste race, de Grand Prix van Groot-Brittannië, die ook al voor het eerst werd georganiseerd. Deze race werd gekenmerkt door een groot aantal valpartijen doordat de motor van Tom Herron koelwater verloor, waardoor de kopgroep gedecimeerd werd. Nannini wist hier tweede te worden achter Kork Ballington.
Aldo Nannini eindigde zijn eerste seizoen als 15e in de 250 cc klasse. Op 4 november verongelukte Aldo Nannini bij een verkeersongeval in Venezuela, waarvan de oorzaak nooit werd opgehelderd.

## Wereldkampioenschap wegrace resultaten
| Jaar | Klasse | Motorfiets                | 1     | 2     | 3     | 4     | 5     | 6     | 7      | 8     | 9      | 10     | 11     | 12   | Punten | Plaats | Overwinningen |
| ---- | ------ | ------------------------- | ----- | ----- | ----- | ----- | ----- | ----- | ------ | ----- | ------ | ------ | ------ | ---- | ------ | ------ | ------------- |
| 1977 | 250 cc | Venemotos-Yamaha TZ 250 D | VEN 7 | DUI 8 | NAT - | SPA - | FRA - | JOE - | NED 14 | BEL - | ZWE 17 | FIN 13 | TSJ 12 | GB 2 | 19     | 15e    | 0             |